# Bhogenagarkoppa, Kalghatgi
Bhogenagarkoppa là một làng thuộc tehsil Kalghatgi, huyện Dharwad, bang Karnataka, Ấn Độ.